# Canton de Chambord
Le canton de Chambord est une circonscription électorale française du département de Loir-et-Cher.

## Histoire
Un nouveau découpage territorial de Loir-et-Cher entre en vigueur à l'occasion des élections départementales de 2015. Il est défini par le décret du 21 février 2014, en application des lois du 17 mai 2013 (loi organique 2013-402 et loi 2013-403). Les conseillers départementaux sont, à compter de ces élections, élus au scrutin majoritaire binominal mixte. Les électeurs de chaque canton élisent au Conseil départemental, nouvelle appellation du Conseil général, deux membres de sexe différent, qui se présentent en binôme de candidats. Les conseillers départementaux sont élus pour 6 ans au scrutin binominal majoritaire à deux tours, l'accès au second tour nécessitant 12,5 % des inscrits au 1er tour. En outre la totalité des conseillers départementaux est renouvelée. Ce nouveau mode de scrutin nécessite un redécoupage des cantons dont le nombre est divisé par deux avec arrondi à l'unité impaire supérieure si ce nombre n'est pas entier impair, assorti de conditions de seuils minimaux. Dans le Loir-et-Cher, le nombre de cantons passe ainsi de 30 à 15.
Le canton de Chambord est formé de communes des anciens cantons de Bracieux (12 communes), de Romorantin-Lanthenay-Nord (1 commune), de Neung-sur-Beuvron (8 communes) et de Vineuil (2 communes). Avec ce redécoupage administratif, le territoire du canton s'affranchit des limites d'arrondissements, avec 14 communes incluses dans l'arrondissement de Blois et 9 dans l'arrondissement de Romorantin-Lanthenay. Le bureau centralisateur est situé à Chambord.

## Représentation
| Période élective | Période élective | Mandat | Mandat   | Identité          | Nuance | Nuance | Qualité |
| ---------------- | ---------------- | ------ | -------- | ----------------- | ------ | ------ | --- |
| 2015             | 2021             | 2015   | 2021     | Gilles Clément    |        | EELV   | Maire de Mont-près-Chambord Président de la Communauté de Communes Ancien conseiller général du canton de Bracieux (1998-2015) |
| 2015             | 2021             | 2015   | 2021     | Patricia Hannon   |        | PS     | Maire de Maslives |
| 2021             | 2028             | 2021   | en cours | Guillaume Peltier |        | DVD    | Député de la 2e circonscription de Loir-et-Cher (2017-2022), conseiller régional sortant, ancien maire de Neung-sur-Beuvron    |
| 2021             | 2028             | 2021   | en cours | Virginie Verneret |        | DVD    | Acupuncteur, adjointe au maire de Tour-en-Sologne                                                                              |

### Résultats détaillés

#### Élections de mars 2015
À l'issue du 1er tour des élections départementales de 2015, trois binômes sont en ballottage : Gilles Clément et Patricia Hannon (Union de la Gauche, 32,44 %), Yvelise Fourneau et Frédéric Sauger (FN, 31,05 %) et Évelyne Foucher et Jean-Pierre Guémon (UMP, 28,13 %). Le taux de participation est de 54,25 % (10 602 votants sur 19 543 inscrits) contre 53,42 % au niveau départemental et 50,17 % au niveau national.
Au second tour, Gilles Clément et Patricia Hannon (Union de la Gauche) sont élus avec 39,25 % des suffrages exprimés et un taux de participation de 57,24 % (4 228 voix pour 11 186 votants et 19 543 inscrits).

#### Élections de juin 2021
Le premier tour des élections départementales de 2021 est marqué par un très faible taux de participation (33,26 % au niveau national). Dans le canton de Chambord, ce taux de participation est de 36,87 % (7 338 votants sur 19 900 inscrits) contre 35,86 % au niveau départemental. À l'issue de ce premier tour, deux binômes sont en ballottage : Guillaume Peltier et Virginie Verneret (Union au centre et à droite, 33,67 %) et Gilles Clément et Hélène Pailloux (DVG, 32,25 %).
Le second tour des élections est marqué une nouvelle fois par une abstention massive équivalente au premier tour. Les taux de participation sont de 34,36 % au niveau national, 35,81 % dans le département et 38,26 % dans le canton de Chambord. Guillaume Peltier et Virginie Verneret (Union au centre et à droite) sont élus avec 50,91 % des suffrages exprimés (3 638 voix pour 7 617 votants et 19 906 inscrits),,.

## Composition
Le canton de Chambord comprend vingt-trois communes.
| Nom                              | Code Insee | Intercommunalité                    | Superficie (km2) | Population (dernière pop. légale) | Densité (hab./km2) | Modifier                                    |
| -------------------------------- | ---------- | ----------------------------------- | ---------------- | --------------------------------- | ------------------ | ------------------------------------------- |
| Chambord (bureau centralisateur) | 41034      | CC du Grand Chambord                | 54,38            | 99 (2022)                         | 1,8                | modifier les données · modifier les données |
| Bauzy                            | 41013      | CC du Grand Chambord                | 24,70            | 271 (2022)                        | 11                 | modifier les données · modifier les données |
| Bracieux                         | 41025      | CC du Grand Chambord                | 2,95             | 1 341 (2022)                      | 455                | modifier les données · modifier les données |
| Courmemin                        | 41068      | CC du Romorantinais et du Monestois | 24,17            | 498 (2022)                        | 21                 | modifier les données · modifier les données |
| Crouy-sur-Cosson                 | 41071      | CC du Grand Chambord                | 28,37            | 521 (2022)                        | 18                 | modifier les données · modifier les données |
| Dhuizon                          | 41074      | CC de la Sologne des Étangs         | 43,34            | 1 200 (2022)                      | 28                 | modifier les données · modifier les données |
| La Ferté-Beauharnais             | 41083      | CC de la Sologne des Étangs         | 2,42             | 582 (2022)                        | 240                | modifier les données · modifier les données |
| La Ferté-Saint-Cyr               | 41085      | CC du Grand Chambord                | 57,93            | 1 078 (2022)                      | 19                 | modifier les données · modifier les données |
| Fontaines-en-Sologne             | 41086      | CC du Grand Chambord                | 46,25            | 659 (2022)                        | 14                 | modifier les données · modifier les données |
| Huisseau-sur-Cosson              | 41104      | CC du Grand Chambord                | 22,79            | 2 293 (2022)                      | 101                | modifier les données · modifier les données |
| La Marolle-en-Sologne            | 41127      | CC de la Sologne des Étangs         | 25,24            | 365 (2022)                        | 14                 | modifier les données · modifier les données |
| Maslives                         | 41129      | CC du Grand Chambord                | 7,35             | 661 (2022)                        | 90                 | modifier les données · modifier les données |
| Mont-près-Chambord               | 41150      | CC du Grand Chambord                | 28,51            | 3 360 (2022)                      | 118                | modifier les données · modifier les données |
| Montlivault                      | 41148      | CC du Grand Chambord                | 10,73            | 1 307 (2022)                      | 122                | modifier les données · modifier les données |
| Montrieux-en-Sologne             | 41152      | CC de la Sologne des Étangs         | 34,11            | 636 (2022)                        | 19                 | modifier les données · modifier les données |
| Neung-sur-Beuvron                | 41159      | CC de la Sologne des Étangs         | 63,00            | 1 263 (2022)                      | 20                 | modifier les données · modifier les données |
| Neuvy                            | 41160      | CC du Grand Chambord                | 31,28            | 316 (2022)                        | 10                 | modifier les données · modifier les données |
| Saint-Claude-de-Diray            | 41204      | CC du Grand Chambord                | 9,17             | 1 772 (2022)                      | 193                | modifier les données · modifier les données |
| Saint-Dyé-sur-Loire              | 41207      | CC du Grand Chambord                | 5,51             | 1 155 (2022)                      | 210                | modifier les données · modifier les données |
| Saint-Laurent-Nouan              | 41220      | CC du Grand Chambord                | 60,98            | 4 249 (2022)                      | 70                 | modifier les données · modifier les données |
| Thoury                           | 41260      | CC du Grand Chambord                | 15,76            | 425 (2022)                        | 27                 | modifier les données · modifier les données |
| Tour-en-Sologne                  | 41262      | CC du Grand Chambord                | 26,34            | 1 133 (2022)                      | 43                 | modifier les données · modifier les données |
| Villeny                          | 41285      | CC de la Sologne des Étangs         | 33,98            | 494 (2022)                        | 15                 | modifier les données · modifier les données |
| Canton de Chambord               | 4105       |                                     | 659,26           | 25 678 (2022)                     | 39                 | modifier les données                        |

## Démographie
En 2022, le canton comptait 25 678 habitants, en évolution de +0,16 % par rapport à 2016 (Loir-et-Cher : −1,15 %, France hors Mayotte : +2,11 %).
| 2013   | 2018   | 2022   |
| ------ | ------ | ------ |
| 25 477 | 25 666 | 25 678 |